# Maxime Comtois
Maxime Comtois (né le 8 janvier 1999 à Longueuil, dans la province de Québec au Canada) est un joueur professionnel canadien de hockey sur glace.

## Carrière en club
En 2015, il commence sa carrière avec les Tigres de Victoriaville dans la Ligue de hockey junior majeur du Québec. Il est choisi au cours du repêchage d'entrée 2017 dans la Ligue nationale de hockey par les Ducks d'Anaheim en 2e ronde, en 50e position. Il passe professionnel avec les Ducks d'Anaheim dans la Ligue nationale de hockey en 2018.

## Statistiques

### En club
| Saison     | Équipe                              | Ligue      |                   | Saison régulière  | Saison régulière  | Saison régulière  | Saison régulière  | Saison régulière |    | Séries éliminatoires | Séries éliminatoires | Séries éliminatoires | Séries éliminatoires | Séries éliminatoires |
| Saison     | Équipe                              | Ligue      | PJ                | B                 | A                 | Pts               | Pun               | PJ               | B  | A                    | Pts                  | Pun                  |                      |                      |
| 2013-2014  | Grenadiers du Lac St-Louis Bntm AAA | (QBAAA)    | 23                | 19                | 15                | 34                | 18                | 6                | 4  | 6                    | 10                   | 4                    |                      |                      |
| 2013-2014  | Grenadiers du Lac St-Louis Espoir   | (QMEAA)    | 7                 | 2                 | 6                 | 8                 | 2                 | -                | -  | -                    | -                    | -                    |                      |                      |
| 2014-2015  | Grenadiers de Châteauguay           | Midget AAA | 41                | 23                | 33                | 56                | 50                | 16               | 12 | 19                   | 31                   | 26                   |                      |                      |
| 2015-2016  | Tigres de Victoriaville             | LHJMQ      | 62                | 26                | 34                | 60                | 68                | 5                | 1  | 5                    | 6                    | 4                    |                      |                      |
| 2016-2017  | Tigres de Victoriaville             | LHJMQ      | 64                | 22                | 29                | 51                | 88                | 4                | 1  | 0                    | 1                    | 8                    |                      |                      |
| 2017-2018  | Tigres de Victoriaville             | LHJMQ      | 54                | 44                | 41                | 85                | 79                | 13               | 4  | 8                    | 12                   | 16                   |                      |                      |
| 2018-2019  | Ducks d'Anaheim                     | LNH        | 10                | 2                 | 5                 | 7                 | 7                 | -                | -  | -                    | -                    | -                    |                      |                      |
| 2018-2019  | Gulls de San Diego                  | LAH        | 4                 | 1                 | 0                 | 1                 | 2                 | 12               | 5  | 4                    | 9                    | 4                    |                      |                      |
| 2018-2019  | Voltigeurs de Drummondville         | LHJMQ      | 25                | 31                | 17                | 48                | 32                | 16               | 11 | 4                    | 15                   | 24                   |                      |                      |
| 2019-2020  | Ducks d'Anaheim                     | LNH        | 29                | 5                 | 6                 | 11                | 24                | -                | -  | -                    | -                    | -                    |                      |                      |
| 2019-2020  | Gulls de San Diego                  | LAH        | 31                | 9                 | 15                | 24                | 53                | -                | -  | -                    | -                    | -                    |                      |                      |
| 2020-2021  | Ducks d'Anaheim                     | LNH        | 55                | 16                | 17                | 33                | 40                | -                | -  | -                    | -                    | -                    |                      |                      |
| 2021-2022  | Ducks d'Anaheim                     | LNH        | 52                | 6                 | 10                | 16                | 46                | -                | -  | -                    | -                    | -                    |                      |                      |
| 2022-2023  | Ducks d'Anaheim                     | LNH        | 64                | 9                 | 10                | 19                | 76                | -                | -  | -                    | -                    | -                    |                      |                      |
| 2023-2024  | Wolves de Chicago                   | LAH        | 65                | 19                | 25                | 44                | 109               | -                | -  | -                    | -                    | -                    |                      |                      |
| 2023-2024  | Hurricanes de la Caroline           | LNH        | 1                 | 0                 | 1                 | 1                 | 0                 | 1                | 0  | 0                    | 0                    | 0                    |                      |                      |
| 2024-2025  | HK Dinamo Moscou                    | KHL        | Saison en cours ? | Saison en cours ? | Saison en cours ? | Saison en cours ? | Saison en cours ? |                  |    |                      |                      |                      |                      |                      |
| Totaux LNH | Totaux LNH                          | Totaux LNH | 211               | 38                | 49                | 87                | 193               | 1                | 0  | 0                    | 0                    | 0                    |                      |                      |

### En Coupe Telus
| Saison    | Équipe                    | Ligue       |    | Saison régulière | Saison régulière | Saison régulière | Saison régulière | Saison régulière |   | Séries éliminatoires | Séries éliminatoires | Séries éliminatoires | Séries éliminatoires | Séries éliminatoires |
| Saison    | Équipe                    | Ligue       | PJ | B                | A                | Pts              | Pun              | PJ               | B | A                    | Pts                  | Pun                  |                      |                      |
| 2014-2015 | Grenadiers de Châteauguay | Coupe Telus | 7  | 9                | 6                | 15               | 16               | -                | - | -                    | -                    | -                    |                      |                      |

### En équipe nationale
| Année | Équipe     | Compétition                 |    | PJ | B | A | Pts | Pun           |  | Résultat |
| 2018  | Canada U20 | Championnat du monde junior | 5  | 5  | 1 | 6 | 8   | Médaille d'or |  |          |
| 2021  | Canada     | Championnat du monde        | 10 | 4  | 2 | 6 | 14  | Médaille d'or |  |          |

## Trophées et distinctions

### Coupe Telus
- 2014-2015 : remporte la médaille d'argent avec les Grenadiers de Châteauguay

### Ligue de hockey junior majeur du Québec
- 2017-2018 : sélectionné dans la deuxième équipe d'étoiles

## Transactions en Carrières
- Le 22 février 2016, Son choix de repêchage est échangé aux Maple Leafs de Toronto par les Sharks de San José avec Raffi Torres et un choix de 2e ronde au repêchage de 2018 en retour de Nick Spaling et de Roman Polak.

- Le 20 juin 2016, Son choix de repêchage est échangé aux Ducks d'Anaheim par les Maple Leafs de Toronto avec un choix de 1re ronde au repêchage de 2016 en retour de Frederik Andersen.